# Diaz (Arkansas)
Diaz és una població dels Estats Units a l'estat d'Arkansas. Segons el cens del 2000 tenia 1.284 habitants.

## Demografia
Segons el cens del 2000, Diaz tenia 1.284 habitants, 465 habitatges, i 365 famílies. La densitat de població era de 83,7 habitants/km².
Dels 465 habitatges en un 38,7% hi vivien nens de menys de 18 anys, en un 55,5% hi vivien parelles casades, en un 18,1% dones solteres, i en un 21,3% no eren unitats familiars. En el 18,5% dels habitatges hi vivien persones soles el 6,2% de les quals corresponia a persones de 65 anys o més que vivien soles. El nombre mitjà de persones vivint en cada habitatge era de 2,76 i el nombre mitjà de persones que vivien en cada família era de 3,15.
Per edats la població es repartia de la següent manera: un 30,5% tenia menys de 18 anys, un 8,6% entre 18 i 24, un 30,5% entre 25 i 44, un 20,9% de 45 a 60 i un 9,5% 65 anys o més.
L'edat mediana era de 33 anys. Per cada 100 dones de 18 o més anys hi havia 87,4 homes.
La renda mediana per habitatge era de 34.792 $ i la renda mediana per família de 38.646 $. Els homes tenien una renda mediana de 31.339 $ mentre que les dones 19.853 $. La renda per capita de la població era de 15.867 $. Entorn de l'11,7% de les famílies i el 14,6% de la població estaven per davall del llindar de pobresa.

## Poblacions més properes
El següent diagrama mostra les poblacions més properes.